# PJ (série télévisée)
Pour les articles homonymes, voir PJ.
PJ(aussi écrit P.J.) est une série télévisée française créée par Michelle Podroznik et Frédéric Krivine, diffusée et rediffusée entre le 12 septembre 1997 et le 28 août 2009 sur France 2. En Belgique, elle a été diffusée sur La Une puis AB4. 
La série est rediffusée en 2005 sur TV5 Monde, en du 20 février 2008 au 17 décembre 2010 sur France 4, du 8 septembre 2008 au 13 décembre 2015 sur 13e rue et sur  Polar+, dès le 11 septembre 2013 sur RMC Story et du 29 décembre 2014 au 26 juin 2015 sur Jimmy. Depuis 2021, en début d'année, elle est diffusée en boucle sur RMC Story (programme de nuit monitoré avec attention par la régie finale Nextprod), de la saison 5 à la saison 13, au rythme de 5 épisodes de 1 h à 6 h du matin.

## Synopsis
Cette série policière relate le quotidien d'un commissariat de proximité de la police judiciaire situé dans le 10e arrondissement de Paris, à proximité du canal Saint-Martin. Les scènes de sorties et d’entrées des voitures de police ont été tournées devant le 52 rue Bichat.
Au début, l'équipe est composée du capitaine Vincent Fournier, du lieutenant Bernard Léonetti, ami intime de Fournier, et du lieutenant Mourad Beckaoui. Ces personnages sont sous les ordres du commissaire Henri Meurteaux. L’équipe inclut également Nadine Lemercier, standardiste de la P.J. Saint-Martin. Jeannine, l'épouse de Bernard, est infirmière dans un hôpital. Le 1er épisode présente l'arrivée de la lieutenante Marie Lopez,   qui deviendra rapidement la compagne du capitaine Fournier.
L'équipe va beaucoup se modifier au fil des saisons. Cela commence avec le lieutenant Beckaoui qui demande sa mutation pour l'Antigang, qu'il rejoindra à l'issue de la 2e saison. Simultanément, Jeannine quittera Bernard. 
Au début de la saison 3, la capitaine Maud Saurin, le lieutenant Alain Porret, et l'agente Chloé Matthieu font leur entrée. Maud, blessée à l'œil au cours de la 4e saison, démissionnera pour ne pas être mutée aux archives. Elle sera remplacée par la capitaine Agathe Monnier. Dans le même temps, Marie aura un moment d'égarement avec Alain que Vincent ne lui pardonnera pas. Elle demandera donc sa mutation pour la Martinique durant la 4e saison. C'est le commandant Franck Lamougies qui la remplacera.
Bien plus tard, Franck partira à Dijon et Alain fera une tentative de suicide. C'est le lieutenant Rayann Bakir qui leur succédera. Bernard Léonetti  s'élèvera au rang de capitaine, Chloé Matthieu passera du grade de gardien de la paix à celui de brigadier et Nadine Lemercier intégrera le corps d'encadrement et d'application en devenant à son tour gardienne de la paix.
Enfin, Vincent Fournier, devenu commandant, sera assassiné dans le 100e épisode de la série. Pour son enterrement dans l'épisode 106, où il est élevé au rang de commissaire à titre posthume, on reverra exceptionnellement Marie Lopez (enceinte et devenue capitaine), Franck Lamougies, et Alain Porret (qui souhaite devenir commissaire). Le commandant Maxime Lukas a rejoint l'équipe à partir de l'épisode 104.
Dans la douzième saison, le commissaire Henri Meurteaux, parti à la retraite sans avertir ses collègues, n'apparaît plus. C'est Chantal Saboureau qui le remplace. Agathe Monnier, qui a eu un enfant conçu avec Fournier, démissionne pour rejoindre Franck Lamougies. Lors des deux derniers épisodes, il y a une prise d'otages par Maud Saurin qui revendique sa réintégration au sein de la police. Elle finit par abattre Rayann Bakir, puis le commissariat est détruit par des explosifs et une fuite de gaz simultanée.

## Fiche technique
- Titre original : P.J. (pour "Police Judiciaire")
- Création : Michelle Podroznik et Frédéric Krivine
- Direction de collection: Frédéric Krivine, Catherine Moinot, Marc Eisenchteter
- Réalisation : Gérard Vergez, Claire de la Rochefoucauld, Thierry Petit, Brigitte Coscas, Christophe Barbier, Pierre Leix-Cote, Frédéric Krivine, Christian François, Benoît d'Aubert, Christian Bonnet, Étienne Dhaene, Pascal Heylbroeck, Akim Isker
- Scénario : Robin Barataud, Jean Reynard, Bernard Jeanjean, Jean-Luc Nivaggioni, Murielle Magellan, Corinne Elizondo, Marc Eisenchteter, Fabienne Facco, Armelle Robert, Jeffrey Frohner, Laurent Salgues
- Direction artistique : Jean-Jacques Caziot, Philippe Decaix, Patric Valverde
- Décors : Philippe Decaix, Lionel Pré, Erminia Sinapi, Nicolas Fournier, Christian Dubray…
- Costumes : Anne David, Adrienne Ghenassia…
- Photographie : Philippe Lu, Vincent Jeannot, Alain Ducousset, Mostefa Bahtit, André Diot, Joël David
- Montage : Frédéric Viger, Stéphane Lescarret, Dominique Mazzoléni, Laurent Mazzoléni
- Musique : Richard Galliano
- Production : Michelle Podroznik, Sébastien Combelles, Christophe Marguerie, Muriel Paradis (exécutive)
- Sociétés de production : Telfrance, France 2
- Pays :  France
- Langue : français
- Genre : Série policière
- Nombre d'épisodes : 146 (13 saisons)
- Durée : 52 minutes
- Date de première diffusion :  
  - France : 12 septembre 1997 (France 2)
  - Belgique : ? (La Une)

## Distribution

### Postes
| Légende | Principal | Récurrent | Invité |

| Acteur                               | Nom               | Nom                                                                           | Saisons | Saisons | Saisons | Saisons | Saisons | Saisons | Saisons | Saisons | Saisons | Saisons | Saisons | Saisons | Saisons  |
| Acteur                               | Personnage        | Qualité                                                                       | 1       | 2       | 3       | 4       | 5       | 6       | 7       | 8       | 9       | 10      | 11      | 12      | 13       |
| Commissaires                         | Commissaires      | Commissaires                                                                  |         |         |         |         |         |         |         |         |         |         |         |         |          |
| ------------------------------------ | ----------------- | ----------------------------------------------------------------------------- | ------- | ------- | ------- | ------- | ------- | ------- | ------- | ------- | ------- | ------- | ------- | ------- | -------- |
| Marc Betton                          | Henri Meurteaux   | Commissaire principal                                                         |         |         |         |         |         |         |         |         |         |         |         |         |          |
| Nathalie Cerda                       | Chantal Saboureau | Commissaire principal                                                         |         |         |         |         |         |         |         |         |         |         |         |         | ép. 1-8  |
| Nicolas Pignon                       | André Chassagne   | Commissaire                                                                   |         |         |         |         |         |         |         |         |         |         |         |         | ép. 9-12 |
| Corps de commandement                |                   |                                                                               |         |         |         |         |         |         |         |         |         |         |         |         |          |
| Bruno Wolkowitch                     | Vincent Fournier  | Inspecteur puis Capitaine puis Commandant puis Commissaire (à titre posthume) |         |         |         |         |         |         |         |         |         |         |         |         | ép. 9-12 |
| Charles Schneider                    | Bernard Léonetti  | Inspecteur puis Lieutenant puis Capitaine                                     |         |         |         |         |         |         |         |         |         |         |         |         |          |
| Lilah Dadi                           | Mourad Beckaoui   | Lieutenant                                                                    |         |         |         |         |         |         |         |         |         |         |         |         |          |
| Lisa Martino                         | Marie Lopez       | Lieutenant puis Capitaine                                                     |         |         |         |         |         |         |         |         |         |         |         |         |          |
| Cécile Richard                       | Maud Saurin       | Capitaine                                                                     |         |         |         |         |         |         |         |         |         |         |         |         |          |
| Emmanuelle Bach                      | Agathe Monnier    | Capitaine                                                                     |         |         |         |         |         |         |         |         |         |         |         |         |          |
| Thierry Desroses                     | Alain Porret      | Lieutenant                                                                    |         |         |         |         |         |         |         |         |         |         |         |         |          |
| Guillaume Cramoisan                  | Franck Lamougies  | Commandant                                                                    |         |         |         |         |         |         |         |         |         |         |         |         |          |
| Jalil Naciri                         | Rayann Bakir      | Lieutenant                                                                    |         |         |         |         |         |         |         |         |         |         |         |         |          |
| François Feroleto                    | Maxime Lukas      | Commandant                                                                    |         |         |         |         |         |         |         |         |         |         |         |         |          |
| Bénédicte Loyen                      | Juliette Antoine  | Capitaine                                                                     |         |         |         |         |         |         |         |         |         |         |         |         |          |
| Bruno Paviot                         | Gallien           | Inspecteur                                                                    |         |         |         |         |         |         |         |         |         |         |         |         | ép. 9-12 |
| Nicolas Grandhomme                   | Serge Lemeur      | Inspecteur                                                                    |         |         |         |         |         |         |         |         |         |         |         |         | ép. 9-12 |
| Corps d'encadrement et d’application |                   |                                                                               |         |         |         |         |         |         |         |         |         |         |         |         |          |
| Valérie Bagnou-Beido                 | Nadine Lemercier  | Standardiste puis Gardien puis Brigadier-Chef                                 |         |         |         |         |         |         |         |         |         |         |         |         |          |
| Raphaëlle Bruneau                    | Chloé Matthieu    | Gardien puis Brigadier                                                        |         |         |         |         |         |         |         |         |         |         |         |         |          |
| Driss El Haddaoui                    | Karim Ourda       | Standardiste puis Gardien                                                     |         |         |         |         |         |         |         |         |         |         |         |         |          |

### Acteurs principaux

#### Commissaires
- Marc Betton : Commissaire principal Henri Meurteaux (saisons 1 à 11 - invité saison 13)
- Nathalie Cerda : Commissaire Chantal Saboureau (saisons 12 et 13)
- Nicolas Pignon : Commissaire André Chassagne (saison 13)

#### Corps de commandement
- Bruno Wolkowitch : Inspecteur puis Capitaine puis Commandant Vincent Fournier (saisons 1 à 10, récurrent saison 13), Commissaire à titre posthume (saison 10)
- Charles Schneider : Inspecteur puis Lieutenant puis Capitaine Bernard Léonetti (saisons 1 à 13)
- Lilah Dadi : Lieutenant Mourad Beckaoui (saisons 1 et 2)
- Lisa Martino  : Lieutenant puis Capitaine Marie Lopez (saisons 1 à 4 - invitée saison 10)
- Cécile Richard : Capitaine Maud Saurin (saisons 3 et 4 - invitée saison 13)
- Emmanuelle Bach : Capitaine Agathe Monnier (saisons 4 à 12)
- Thierry Desroses : Lieutenant Alain Porret (saisons 3 à 8 - invité saison 10)
- Guillaume Cramoisan : Commandant Franck Lamougies (saisons 5 à 8 - récurrent saison 4 - invité saisons 10 et 12)
- Jalil Naciri : Lieutenant Rayann Bakir  (saisons 8 à 13)
- François Feroleto : Commandant Maxime Lukas (saisons 10 à 13)
- Bénédicte Loyen : Capitaine Juliette Antoine (invité saison 11)
- Bruno Paviot : Inspecteur Gallien (saison 13)
- Nicolas Grandhomme : Inspecteur Serge Lemeur (saison 13)

#### Corps d'encadrement et d’application
- Valérie Bagnou-Beido : Gardien puis Brigadier-Chef Nadine Lemercier (saisons 1 à 13)
- Raphaëlle Bruneau : Gardien puis Brigadier Chloé Matthieu (saisons 3 à 13)
- Driss El Haddaoui  : Gardien puis Brigadier  Karim Ourda (saisons 6 à 13)

### Récurrents
- Christine Citti : Jeannine Léonetti, femme de Bernard Léonetti (épisodes 1-12, 15)
- Charlotte Maury-Sentier : Simone Meurteaux, femme du Commissaire Meurteaux
- Myriam Tadesse : Jocelyne Porret, femme d'Alain Porret
- Laurent Berthet : Laurent, le patron du bar en face du commissariat
- Gérard Darrieu : Maxime Fournier, père de Vincent Fournier (épisodes 13-20)
- Gérard Vergez : M. Morel, substitut du procureur (seulement en voix off au téléphone) / un journaliste TV / le ministre
- Donatienne Dupont : Cora, ex-prostituée et épouse de Bernard Léonetti
- Nadège Beausson-Diagne : Tina
- Sara Martins : Estelle, ex-femme de Maxime Lukas

### Invités
- Nephael dans l'épisode Premier amour
- Lionnel Astier dans l'épisode Stress
- Aurore Auteuil dans l'épisode Assaut
- Sophie Barjac dans l'épisode Le 119
- Christian Bujeau dans l'épisode Rage
- Gérard Chaillou dans l'épisode Héroïne
- Thomas Cousseau à partir de l'épisode Famille interdite
- Arié Elmaleh dans l'épisode Taupe
- Valérie Stroh dans les épisodes Vol à la une et Retrouvailles
- Hassan Koubba dans l'épisode Insécurité
- Guy Lecluyse dans l'épisode Tourisme sexuel
- Samir Guesmi dans l'épisode Héroïne
- Camille Cottin dans les épisodes Parole malheureuse et Effets sonores
- François Levantal dans l'épisode Enfant battu
- Raphaël Lenglet dans l'épisode Spiritisme
- Damien Jouillerot dans l'épisode Tyrannie
- Jacques Martial
- MC Jean Gab'1 dans l'épisode Sous influence
- Samy Naceri dans l'épisode Racket
- Tomer Sisley dans l'épisode Inceste
- Thierry René dans l'épisode Sauvetage
- Serge Faliu dans l'épisode Vol à la une
- Alice Taglioni dans l'épisode Taupe
- Swann Arlaud dans les épisodes Les bonnes intentions et Enfants de chœur
- Sandra Nkaké dans l'épisode Gang de filles
- David Tournay dans l'épisode Assault
- Aurélien Wiik dans l'épisode Drague
- Melissa Mars dans l'épisode Braquage [1 et 2/2], Disparition et Règlement de comptes
- Azize Kabouche dans l'épisode Vol à la Une
- Emmanuel Curtil dans les épisodes SDF, Premier amour
- Patrick Floersheim dans l'épisode Jeux de mains
- Corinne Masiero dans les épisodes Infiltrations, Vol à la une et Mamans
- Marie Vincent dans les épisodes Dérive, Convoitise et « Chanteuse de rue
- Virginie Ledieu dans l'épisode Néonazis
- Thierry Ragueneau dans les épisodes Casting, Viol en garde à vue
- Vincent de Bouard dans l'épisode Impasse (l'époux de Valérie)
- Micky Sébastian dans l'épisode Élodie
- Jérémie Covillault dans les épisodes Insécurité et Sauvetage (Bruno Montel / Lancelot)
- Sylvie Flepp dans l'épisode Fausse qualité (la secrétaire du chauffagiste)
- Marie-Julie Baup dans l'épisode Fatale vision (Vanessa)
- Anaïs Demoustier dans l’épisode Abus de faiblesse
- Audrey Fleurot dans les épisodes Femme fatale et Vide grenier (Valérie Perrache)
- Arthur Dupont dans l'épisode Violences
- Chrystelle Labaude dans l'épisode Crise d’identité
- Pascal Demolon dans l'épisode Délit de solidarité
- Valérie Karsenti dans les épisodes Explosions et Impasses (Valérie Karsenti est la compagne de François Feroleto,  interprète du commandant Maxime Lukas)
- Éric Herson-Macarel dans l’épisode Substance Nuisible
- Swann Arlaud dans l’épisode Les Bonnes Intentions
- Olivier Claverie dans les épisodes Planques et  Ambitions

## Épisodes

### Première saison (1997)
1. (1) Racket
2. (2) Cambriolage
3. (3) Expulsion
4. (4) Clandestins
5. (5) Surdose
6. (6) Piège

### Deuxième saison (1998)
1. (7) Vol à l’arraché
2. (8) Escroqueries
3. (9) SDF
4. (10) Carte bancaire
5. (11) Élodie
6. (12) Héroïne

### Troisième saison (1999)
1. (13) Baby-sitter
2. (14) Premier Amour
3. (15) Casting
4. (16) Flagrant délit
5. (17) Planques
6. (18) Descente de police
7. (19) Drague
8. (20) Canal
9. (21) Délit de fuite
10. (22) Tango
11. (23) Maternité
12. (24) Dimanche

### Quatrième saison (2000)
1. (25) Légitime défense
2. (26) Non assistance à personne en danger
3. (27) Détournement
4. (28) Garde à vue
5. (29) Esclavage
6. (30) Tourisme sexuel
7. (31) Braquage [1/2]
8. (32) Braquage [2/2]
9. (33) Disparition
10. (34) Règlement de comptes
11. (35) Affaires de famille
12. (36) Bavure

### Cinquième saison (2001)
1. (37) Inceste
2. (38) Fausse qualité
3. (39) La rumeur
4. (40) Strip-tease
5. (41) La fugue
6. (42) Coupable
7. (43) Enlèvement
8. (44) Chantage
9. (45) Enfant battu
10. (46) Dopage
11. (47) Spiritisme
12. (48) Mauvais traitements

### Sixième saison (2002)
1. (49) Viol en garde à vue
2. (50) Agressions
3. (51) Néonazis
4. (52) Taupe
5. (53) Gang de filles
6. (54) Chien méchant
7. (55) Police en danger
8. (56) Poison
9. (57) Sensations fortes
10. (58) Squelettes
11. (59) Couples
12. (60) La pilule de l'oubli

### Septième saison (2003-2004)
1. (61) Enfance volée
2. (62) Délices de Chine
3. (63) Tyrannie
4. (64) Père et fils
5. (65) Sauvetage
6. (66) Faux-semblants
7. (67) Forcené
8. (68) Chanteuse de rue
9. (69) Assaut
10. (70) Violences conjuguées
11. (71) Religion
12. (72) Sentiments souterrains
13. (73) Menteuses

### Huitième saison (2004)
1. (74) Intention de tuer
2. (75) Jeux de mains
3. (76) Vengeance passive
4. (77) Jour de grève
5. (78) Côté jardin
6. (79) Marchand de sommeil
7. (80) Violences
8. (81) Infiltrations
9. (82) Fatale vision
10. (83) Enfants de chœur
11. (84) Le Fusible
12. (85) Le Revenant

### Neuvième saison (2005)
1. (86) Séquestrations
2. (87) Recel
3. (88) Le 119
4. (89) Délit de solidarité
5. (90) Ambitions
6. (91) Rage
7. (92) Coupable
8. (93) En petits morceaux
9. (94) Rendez-vous manqués
10. (95) Parents
11. (96) Seuls contre tous
12. (97) Délivrance

### Dixième saison (2006)
1. (98) Parole malheureuse
2. (99) Vol à la une
3. (100) Insécurité
4. (101) Mamans
5. (102) Viscéral
6. (103) Stress
7. (104) Francs tireurs
8. (105) Vincent
9. (106) À titre posthume
10. (107) Retrouvailles
11. (108) Barbare
12. (109) Noël

### Onzième saison (2007-2008)
1. (110)  Crime[3]
2. (111) Irresponsables
3. (112) Substance nuisible
4. (113) Les bonnes intentions
5. (114) Mauvais élément
6. (115) Jardins secrets
7. (116) Abus de faiblesse
8. (117) Esprit d'initiative
9. (118) Femme fatale
10. (119) Service funèbre
11. (120) Convoitise
12. (121) Vide-grenier
13. (122) Crise d'identité

### Douzième saison (2008)
1. (123) Famille interdite
2. (124) Patrons
3. (125) Monstres
4. (126) Jugement dernier
5. (127) Erreurs de jeunesse
6. (128) Identité
7. (129) Par amour
8. (130) Enfants errants
9. (131) Effets sonores
10. (132) Pression
11. (133) Virage
12. (134) Sous influence

### Treizième saison (2009)
1. (135) Échec scolaire
2. (136) Contrôle parental
3. (137) Sans papiers
4. (138) Dérive
5. (139) Un loup pour l'homme
6. (140) Nouveau départ
7. (141) Explosions
8. (142) Impasses
9. (143) Le deal
10. (144) Le flag
11. (145) Le choc
12. (146) Règlement de comptes

Le dernier épisode « officiel » de la série est le n° 8 Impasses. Les quatre derniers épisodes constituent une préquelle, marquant le retour de Bruno Wolkowitch et racontant l'arrivée de Vincent Fournier à la PJ Saint-Martin.

## Production

### Scénarios
Les épisodes de la première saison s'articulent tous sous forme de dilogies (intrigue en 2 parties chronologiques). D'autres épisodes courent également sur deux volets successifs :
- l'épisode double : Braquage 1 et 2
- le cross-over : Crime / Désordre
- le final : Explosions / Impasses

### Lieux de tournage
- Les scènes intérieures et extérieures (petite cour devant le commissariat) de la P.J. Saint Martin sont réalisées au studio du Perray-en-Yvelines.

- Toutes les scènes extérieures sont en revanche tournées à Paris, dans le Xe arrondissement et ses environs. D'ailleurs, la grande porte du commissariat se situe au 52 rue Bichat à Paris, dans ce même arrondissement.

## Distinction
- 2000 : Meilleure série de 52 minutes au Festival de la fiction TV de Saint-Tropez[4]

## Autour de la série
- Cette série a fait l'objet en 2007 du premier[5] crossover français avec la série Avocats et Associés.
- Les scénaristes ont glissé quelques clins d'œil au fil des épisodes : 
  - Les Saboureau : dans l'épisode 11, Élodie, un commandant de la Brigade des mineurs vient épauler le capitaine Fournier lors d'une enquête. Cette femme s'appelle Saboureau. Dans l'épisode 23, Maternité, le jeune homme soupçonné d'être le père du nouveau-né se nomme Emmanuel Saboureau. Enfin dans les épisodes 123 et suivants, la commissaire  qui succède à Meurteaux se nomme Chantal Saboureau.
  - dans l'épisode 110, Crime, cross-over avec la série Avocats et Associés, le nom du cabinet d'audit Clert-Podroznik est un hommage aux producteurs des deux séries, Alain Clert (Avocats et Associés) et Michelle Podroznik (PJ).
  - dans l'épisode 142, Impasses, après la destruction du commissariat, Léonetti erre dans la rue et croise un balayeur dont le visage lui semble familier. Cet anonyme, qui se définit comme tel, est interprété par Bruno Wolkowitch et son comparse par Frédéric Krivine, créateur de la série.
- Plusieurs comédiens sont apparus à plusieurs reprises dans la série pour y interpréter des rôles différents : Bruno Wolkowitch (le commissaire Vincent Fournier, puis un balayeur dans Impasses),  Driss El Haddaoui  (Karim, le gardien. Précédemment, un voyou dans Règlement de comptes), François Feroleto (le commandant Maxime Lucas. Précédemment, Lucas Talbot dans Ambitions), Jalil Naciri (le lieutenant Rayann Bakhir. Précédemment, Azouz Merzaoui dans Non assistance à personne en danger et DJ Nadir dans Squelettes), Laurent Berthet (crêpier ambulant dans Racket puis gérant du fast-food L'atmosphère puis du bar In vino veritas face au commissariat), Thierry Ragueneau (Hofman, commissaire divisionnaire de l'IGS. Précédemment, chauffeur de taxi dans Casting), Thierry Nenez (un père de famille dans Chien méchant puis le braqueur Vatel) . Autres comédiens apparus à plusieurs reprises :

- Christophe Aquilon : Garde à vue, Intention de tuer
- Marlon Bagnou-Beido : Rumeur, Taupe
- Chantal Banlier : Expulsion, Seuls contre tous
- Tayeb Belmihoud : Escroqueries, Vol à l'arraché, Rendez-vous manqués
- Wilfried Benaiche : Enlèvement, 119
- Fanny Gilles : "Délices de Chine",  "Le deal", "Le flag" "Le choc", "Règlement de comptes"
- Céline Betton : Escroqueries, Coupable
- Pierre Brichesse : Clandestin, Spiritisme
- Alain Cauchi : Striptease, Non assistance à personne en danger
- Pacos Cebezsas : Bavure, Taupe
- Alain Choquet : Expulsion, Planque, Casting
- Beppe Clerici : SDF, Délit de fuite
- Karim Seghair: Famille interdite, Enfants de chœur
- Rodolphe Congé : Père et fils, Jugements derniers
- Nadine Marcovici : "Inceste", "Mamans"
- Marcel Cuvilier Flagrant délit, Infiltration
- Corinne Debonnière : Gang de filles, Police en danger, Rage
- Renan Carteaux :  Identité, Délivrance
- Cédric Delsaux : Bavure, Intention de tuer
- Bass Dhem : Escroqueries, Canal
- Jérémie Covillault :Sauvetage, Insécurité
- Éric Boucher: Ambitions, Coupable, Effets sonores
- Alexandre Donders : Détournement, Gang de filles
- Judith El Zein: Surdose, Piège, Carte bleue, Seuls contre tous
- Maryline Even : Clandestin, Couple, Un loup pour l'homme 
- Jean-François Fagour : Fausse qualité, Intention de tuer
- Albert Goldberg : Intention de tuer, Francs tireurs
- Martine Guillaud : Striptease, Abus de faiblesse, Le 119
- Marie Vinoy : Enfants errants, Barbare
- Lara Guirao : Sentiments souterrains, Famille Interdite, Esprit d'initiative
- Anne Benoît: Enfants de chœur et Monstres
- Sophie-Charlotte Husson : Coupable, Intention de tuer
- Stéphane Jobert :  Surdose, Piège, Couple
- Frédéric Kontogom : Fausse qualité, Jardins secrets
- Jean-Pierre Lazzerini : Striptease, Légitime défense
- Gérard Legrand : SDF, Casting, Règlement de comptes
- Nadir Legrand : Légitime défense, Religion
- Anne Le Ny : Flagrant délit, Tourisme sexuel
- Pierre Martot :  Surdose, Piège, SDF, Faux semblant,Explosion, Impasses
- Emanuelle Michelet : Vol à l'arraché, Escroqueries, Planque
- Valérie Moreau :  Coupable, Jugement dernier
- Christiane Muller : SDF, Mauvais traitements
- Philippe Nahon : Gangs de filles, Vengeance Passive
- Thierry Nenez : Escroqueries, Chien méchant, Infiltration, Le revenant
- Philippe Noël : Premier amour, Sauvetage
- Aurélie Nollet : Sauvetage, Agression
- Pascal N'Zonzi : Racket, Cambriolage, Chien méchant, En petits morceaux
- Pascal Parmentier : Elodie, Dimanche
- Hervé Pierre : Elodie, Enfant de cœur, Irresponsable
- Sophie de La Rochefoucauld : Braquage (2 épisodes), Insécurité, Pression, Explosion, Impasse
- Rémi Roubakha : Racket, Striptease
- Mouloud Rozen : Racket, Délit de fuite, Squelette
- Bruno Sanches : Flagrant délit, Coupable, Sous influence
- Ariane Séguillon : Cambriolage, Descente de police
- Julia Vaidis-Bogard : Héroïne, Recel
- Emmanuel Vieilly : Braquage (2 épisodes), Échec scolaire
- Bernard Vergne : Menteuses, Délices de Chine
- Blandine Vincent : Stress, Agression
- Marie Vincent : Chanteuse de rue, Convoitise, Dérives
- Tessa Volkine : Néonazi, Religion
- Rosine Young : Sauvetage, Menteuse
- Xavier Rothmann: Le fusible et Viscéral
- Jean-Paul Zehnacker : Planque, Recel
- Philippe Vieux : Monstres, Police en danger
- Abdelhafid Metalsi : Délivrance, Le 119
- Christiane Conil : Insécurité, Jardins secrets
- Dimitri Rougeul : Inceste, Noël
- Dan Herzberg : Crise d’identité, Le 119
- Carole Franck : Un loup pour l'homme, Délit de solidarité
- Nicolas Grandhomme : Esprit d’initiative puis épisodes 9 à 12 de la saison 13